# La Terrasse
La Terrasse is een gemeente in het Franse departement Isère (regio Auvergne-Rhône-Alpes). De gemeente maakt deel uit van het arrondissement Grenoble. La Terrasse telde op 1 januari 2022 2.463 inwoners. 

## Geografie
De oppervlakte van La Terrasse bedroeg op 1 januari 2022 9,47 vierkante kilometer; de bevolkingsdichtheid was toen 260,1 inwoners per km². De gemeente ligt op de linkeroever in het dal van de Isère. Er ligt een brug naar Tencin aan de overkant. De oostflank van de Chartreuse domineert het uitzicht.

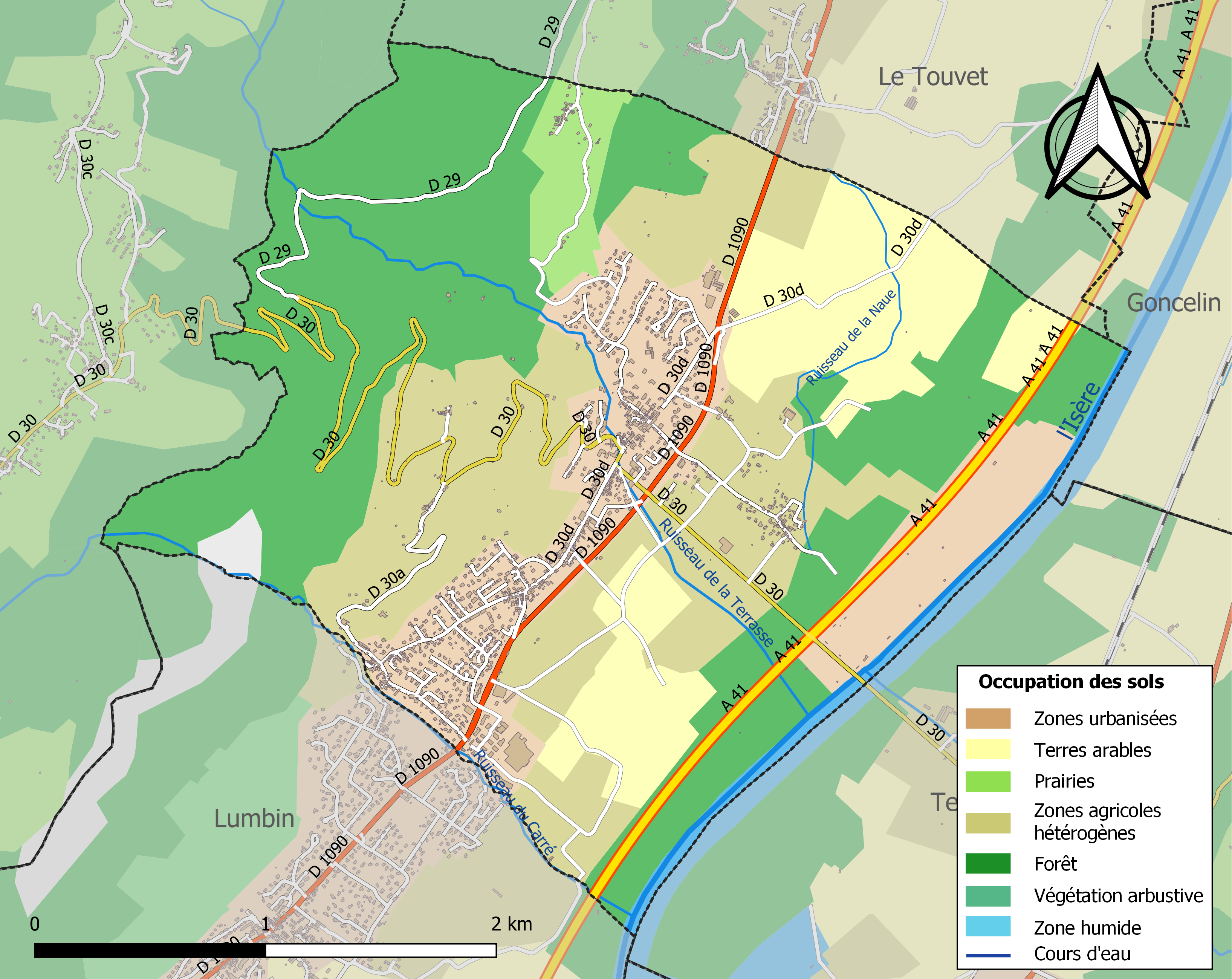
Kaart van de gemeente met de belangrijkste infrastructuur, bodemgebruik en omliggende gemeenten

## Demografie
Onderstaande figuur toont het verloop van het inwonertal (bron: INSEE-tellingen).